# Hinter dem Rathaus (Wismar)

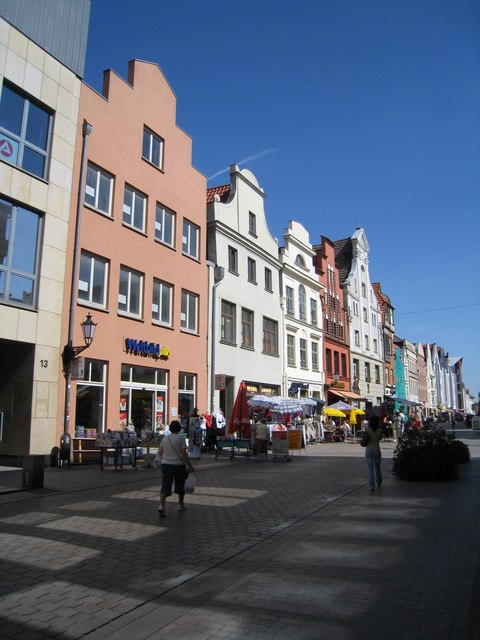
Nr. 11 bis 1

Die historische Straße Hinter dem Rathaus in Wismar liegt im Zentrum der Altstadt, die wie der Alte Hafen unter dem besonderen Schutz der UNESCO steht, nachdem Wismar 2002 in die Welterbeliste aufgenommen wurde. Sie führt beim Markt als Einkaufsstraße und Fußgängerzone in Ost-West-Richtung von der Altwismarstraße / Altböterstraße / Diebstraße bis zur Krämerstraße / Hegede / Lübsche Straße.

## Nebenstraßen

Wismar zur Zeit der Hanse

Die Nebenstraße und Anschlussstraßen wurden benannt als Altwismarstraße nach dem früheren slawischen Dorf Altwismar, Altböterstraße um 1470 nach der Zunft der Flickschuster, Diebstraße früher auch Devestrate, Am Markt, Hegede nach dem niederdeutschen heghe für Hege, Hecke oder hier einer Abgrenzung im 14. Jh. auf dem Markt, Krämerstraße seit dem 13. Jh. nach den Kaufleuten und Lübsche Straße nach der Hansestadt Lübeck, wo sie hinführt.

## Geschichte

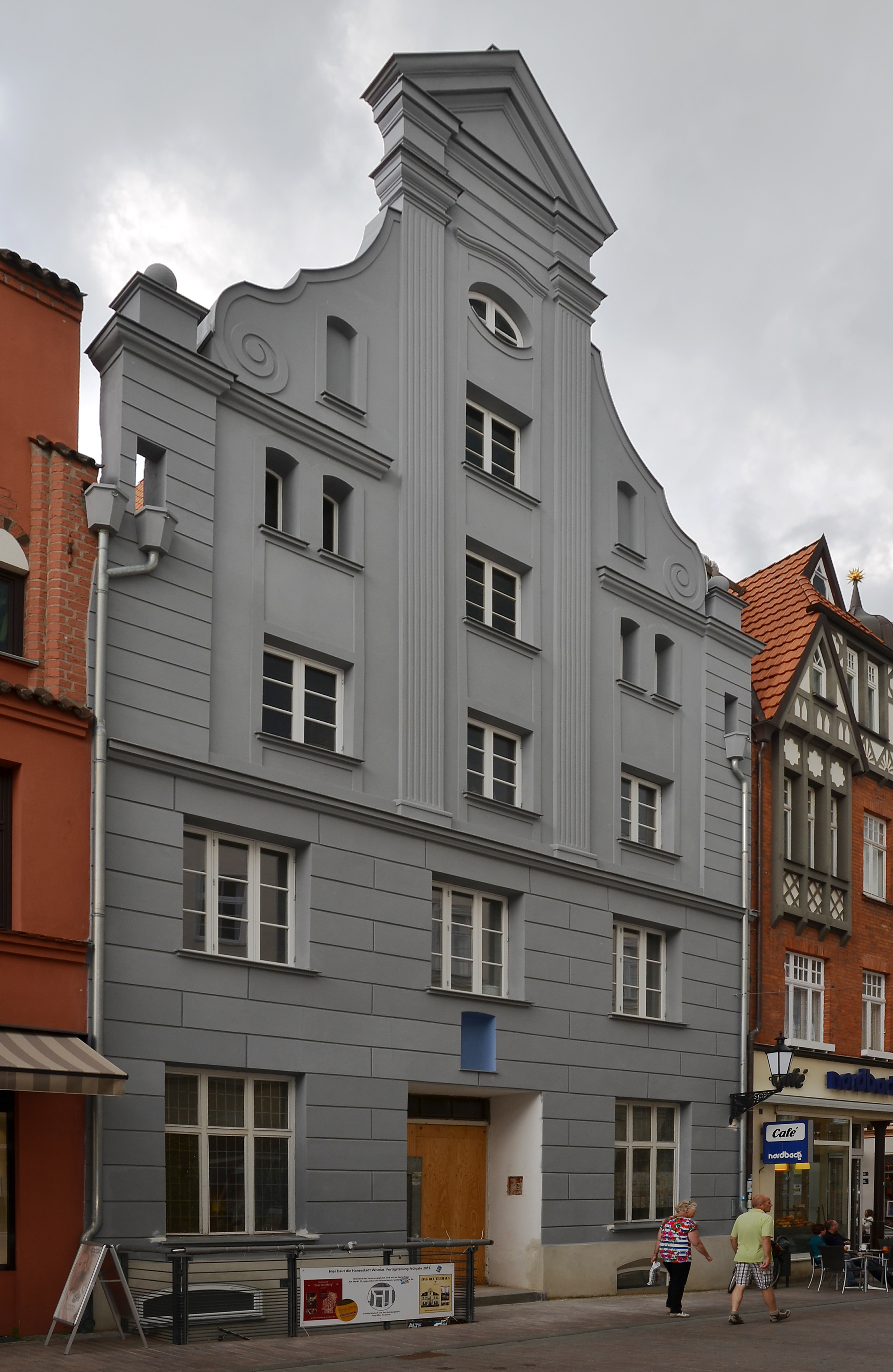
Nr. 3

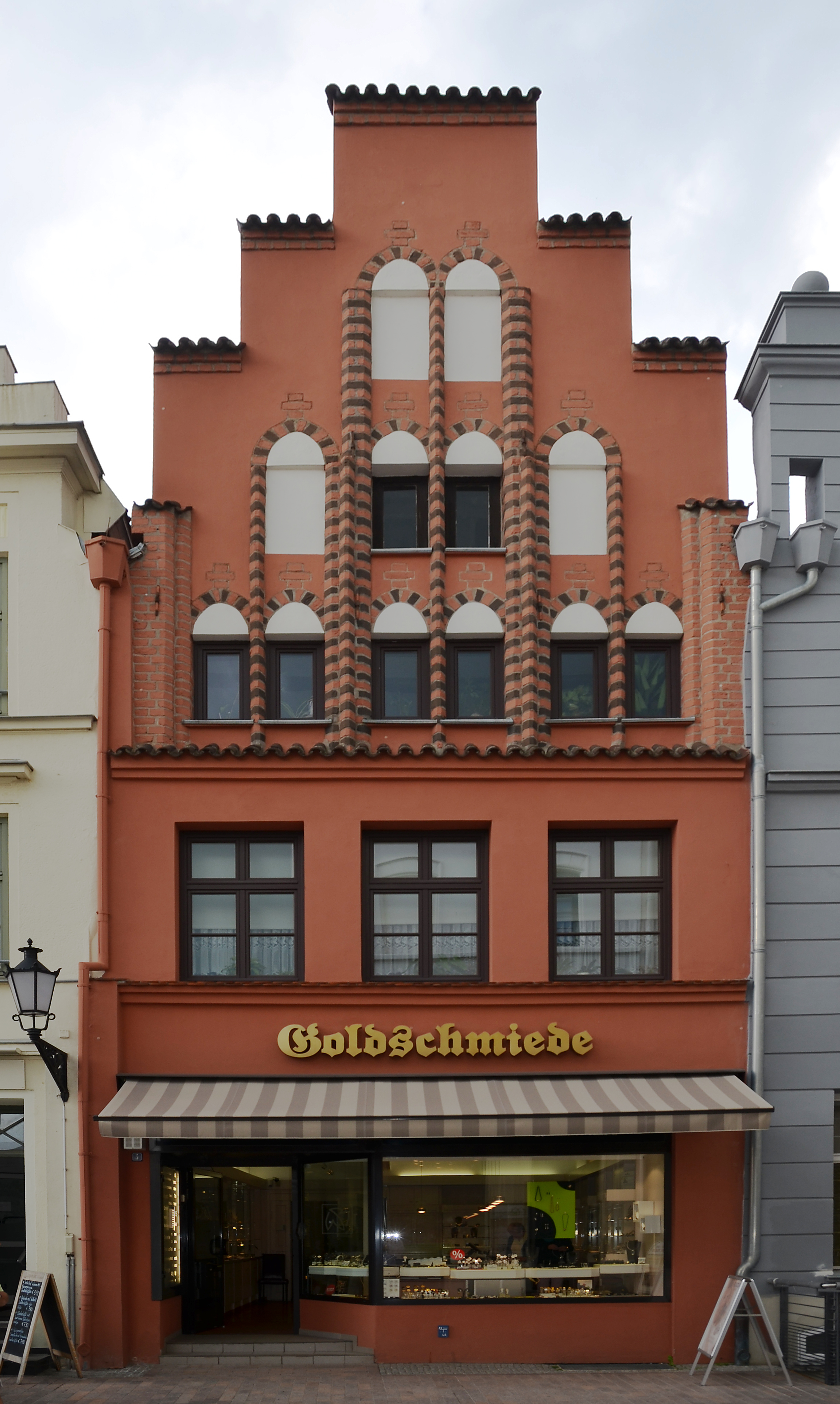
Nr. 5

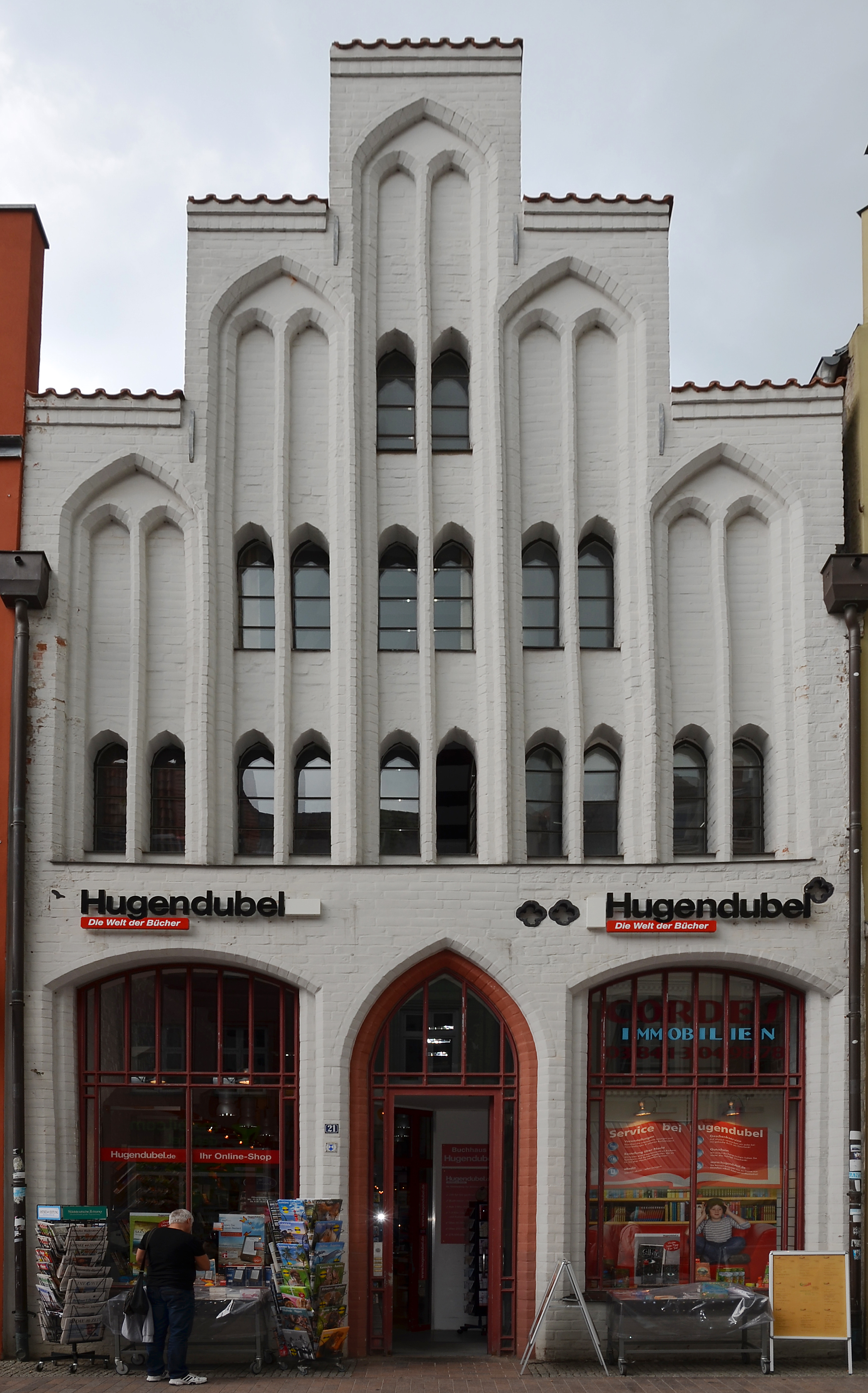
Nr. 21

Wismar war im Mittelalter ein bedeutendes Mitglied der Hanse. Der Markt und seine Zufahrtsstraßen bildeten den Kern des mittelalterlichen Ortes, der als Stadt 1229 erstmals erwähnt wurde.
Die seit 1991 im Sanierungsgebiet Altstadt liegende verkehrsberuhigte Straße wurde von 2008 bis 2010 saniert.

## Gebäude, Anlagen (Auswahl)
An der Straße stehen zumeist dreigeschossige Wohn- und Geschäftshäuser. Die mit (D) gekennzeichneten Häuser stehen unter Denkmalschutz.
- Nr. 1: Wohn- und Geschäftshaus mit Atelier
- Nr. 3: 4-gesch. barockes Wohn- und Geschäftshaus Zum Weinberg (D), Giebelhaus mit Volutengiebel, mittelalterlicher Keller, drei Kemladen mit Fachwerk, bemalter Decke der Renaissancediele, von 1822 bis 1941 im Besitz der Weingroßhändlerfamilie Michaelis; saniert mit Mitteln des Welterbeprogramms von 2009 bis 2014; heute mit Restaurant mit Küchenneubau[5][6]; siehe Haus Hinter dem Rathaus 3
- Nr. 5: 3-gesch. Wohn- und Geschäftshaus (D) als Giebelhaus mit englischrotem Treppengiebel, Fenster mit prägenden Rahmungen; heute saniert mit Goldschmiede Brinckmann seit 1936 in Wismar[7]
- Nr. 6: Büro- und Geschäftshaus mit Immobilienverwaltung der Stadt und Kaufhaus
- Nr. 7: 3-gesch. klassizistisches Wohn- und Geschäftshaus (D) als Giebelhaus; heute saniert  mit Restaurant und Kanzleien
- Nr. 8: 3-gesch. barockes schmales Wohn- und Geschäftshaus, 1680 erwähnt, 2001/02 saniert, mit Kunstgalerie[8]
- Nr. 9: 3-gesch. barockes Wohn- und Geschäftshaus (D)  als Giebelhaus mit Voluten und Rundabschluss; saniert um 2011
- Nr. 13–15: 5-gesch. neues Büro- und Geschäftshaus; Keller (D), heute mit Kaufhaus im EG und OG sowie Agentur für Arbeit und Pflegedienst
- Nr. 17: Büro und Geschäftshaus, früher (1920er Jahre bis 1933) Kaufhaus Karseboom
- Nr. 18: 3-gesch. rotes Wohn- und Geschäftshaus (D) mit Durchgang zum Markt; saniert
- Nr. 19: 3-gesch. Wohn- und Geschäftshaus
- Nr. 21: 3-gesch. gotisches Wohn- und Geschäftshaus (D) als Giebelhaus mit Treppengiebel, spätgotischer Diele mit barockem Hängegeschoss und historischer Treppenanlage, Hoffassade mit Fachwerk, im 19. Jhd. stark überformt; spätgotisch rekonstruiert und saniert, Buchhandlung im EG mit hofseitigem neuen Anbau[9]
- Nr. 23: 3-gesch. Wohn- und Geschäftshaus (D) mit englischrotem Treppengiebel; heute saniert
- Nr. 25: 3-gesch. historisierendes Wohn- und Bürohaus (D) als Giebelhaus mit rundem Giebelabschluss, Erker und Wappen; heute saniert
- Nr. 27: 3-gesch.  Wohn- und Geschäftshaus, Eckhaus mit Erker, Figur und Café

Hinweise zu direkten Nachbargebäuden:
- Am Markt Nr. 1: Rathaus Wismar von 1819 (D)
- Am Markt Nr. 2a: 2-gesch. Ratsapotheke (D)
- Lübsche Straße Nr. 1: 4-gesch. Kaufhaus von 1907 (D) als Eckhaus, Stammhaus von Karstadt, 1881 gegründet von Rudolph Karstadt unter dem Namen Tuch-, Manufactur- und Confectionsgeschäft Karstadt.

### Denkmale, Gedenken
Stolpersteine in Wismar bei Gebäude
- Nr. 17: Für Friedrich Karseboom (* 1900), Flucht 1937 nach Palästina

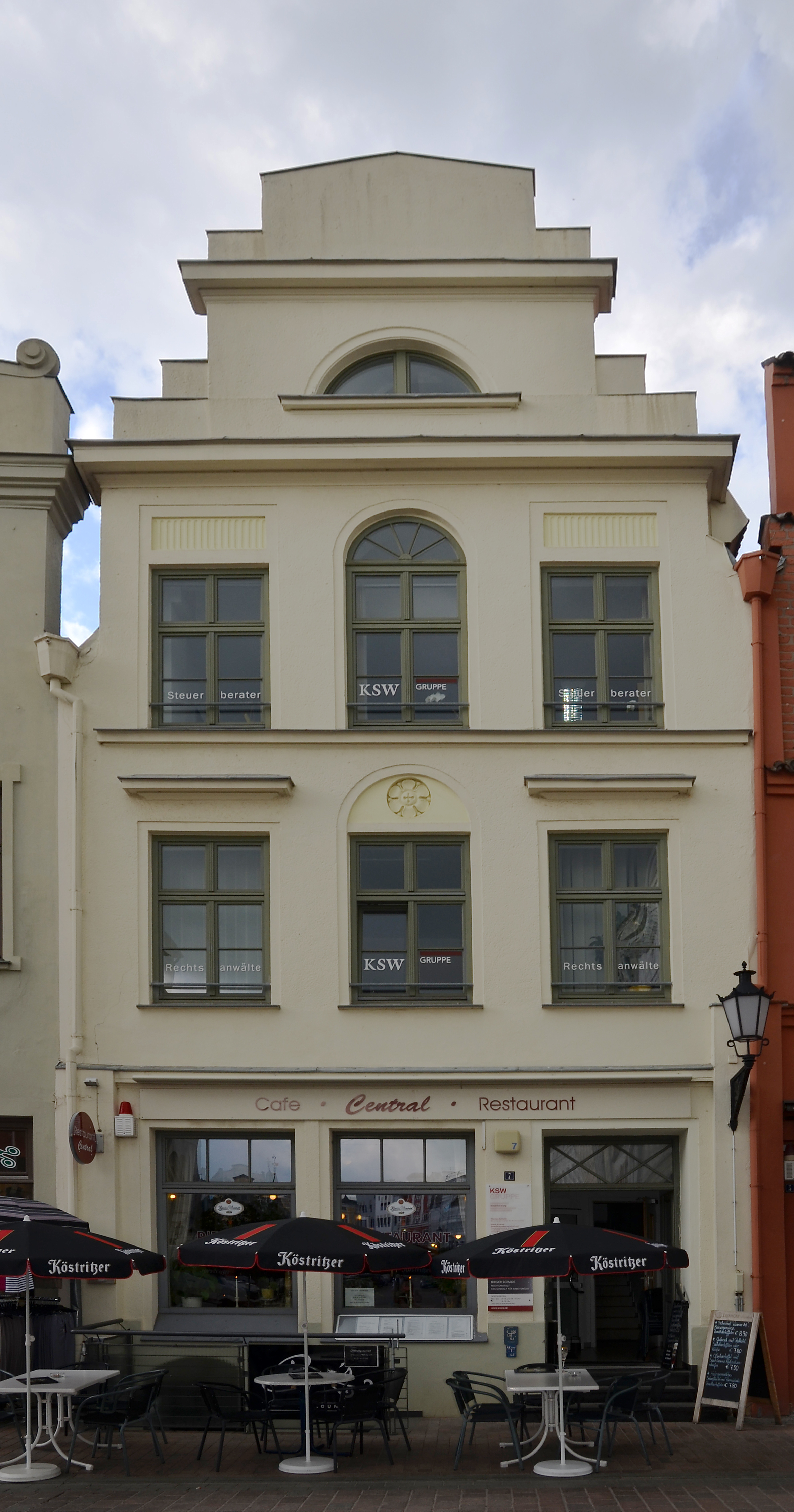
Nr. 7
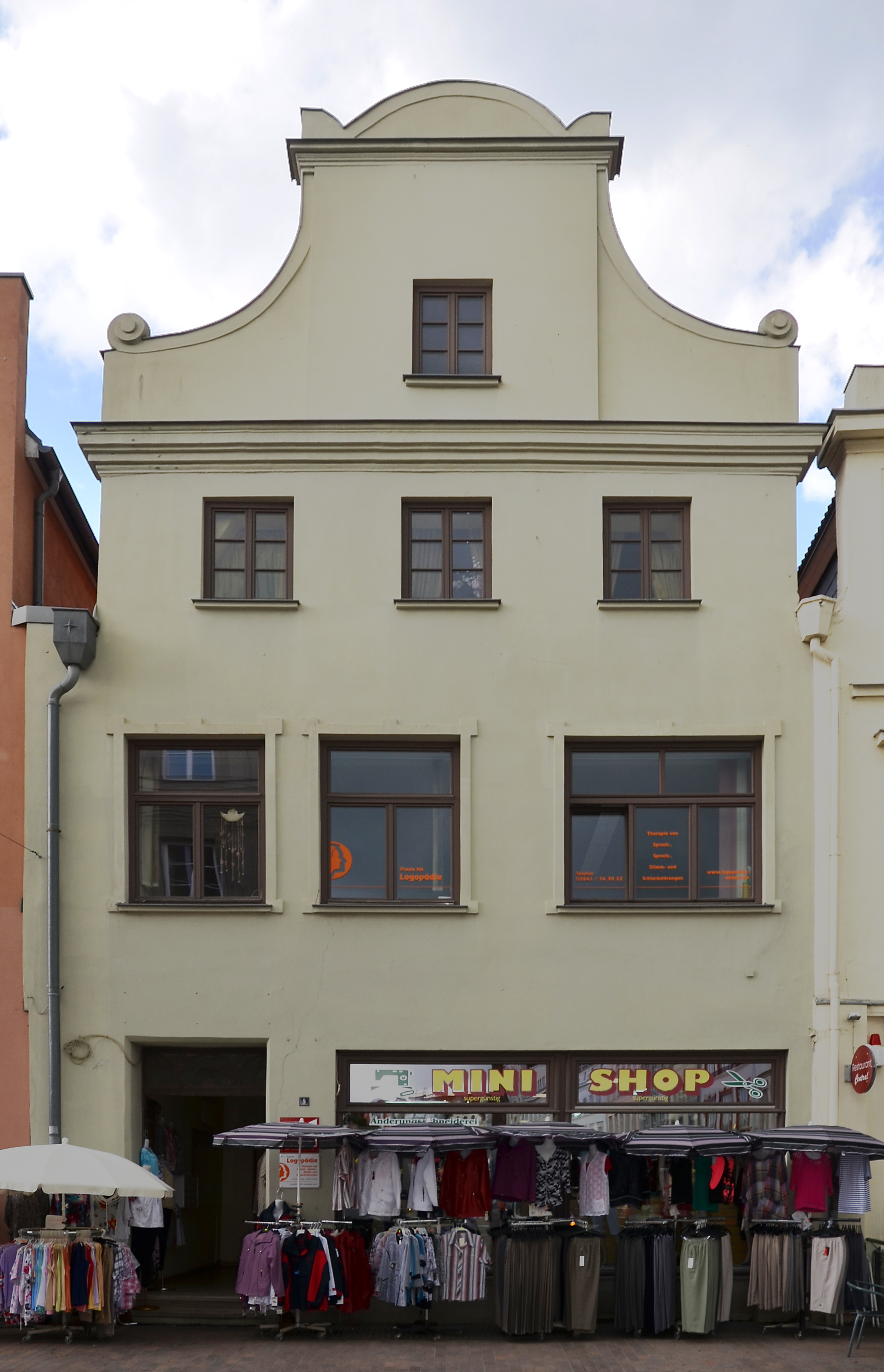
Nr. 9
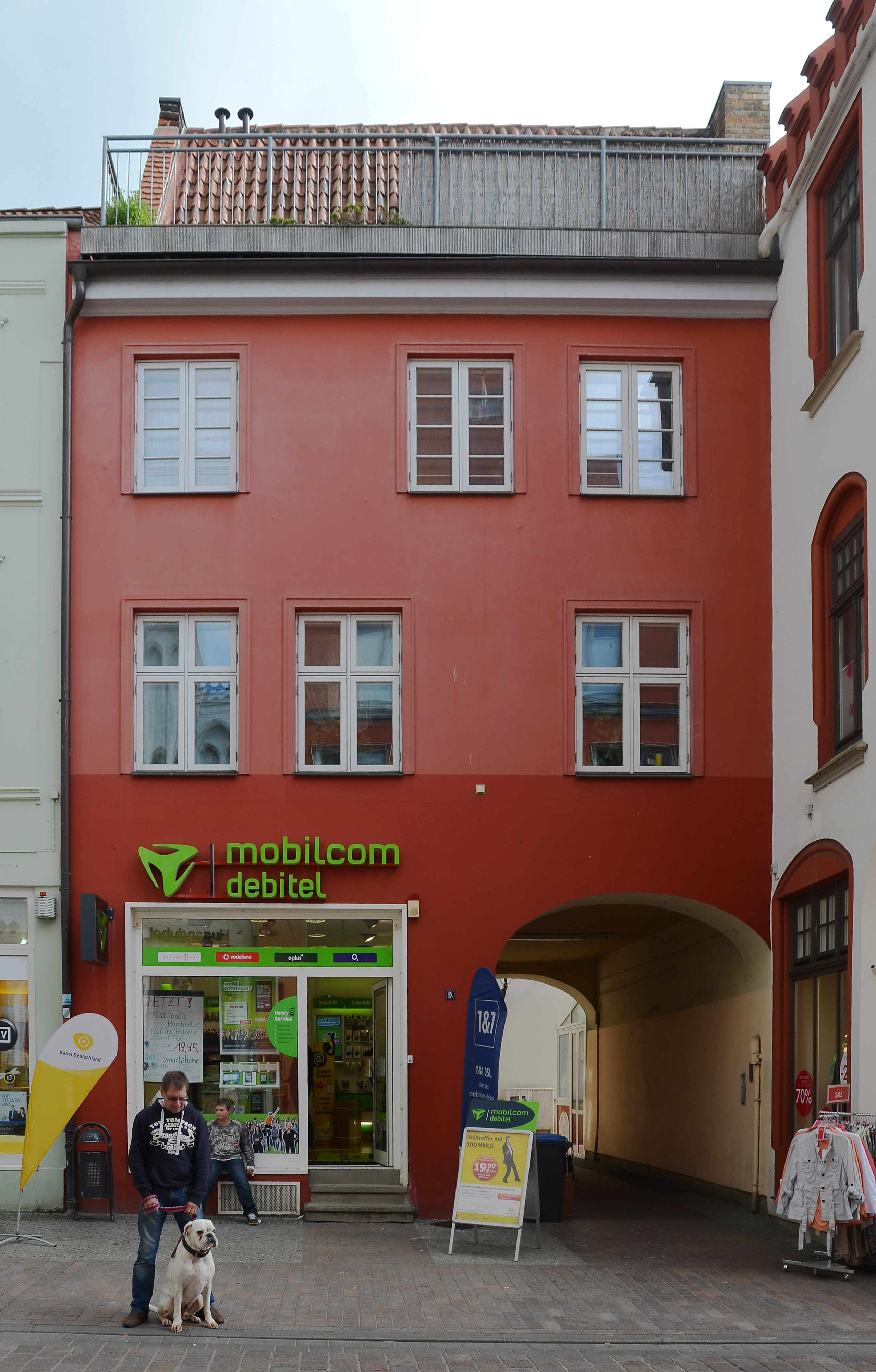
Nr. 18
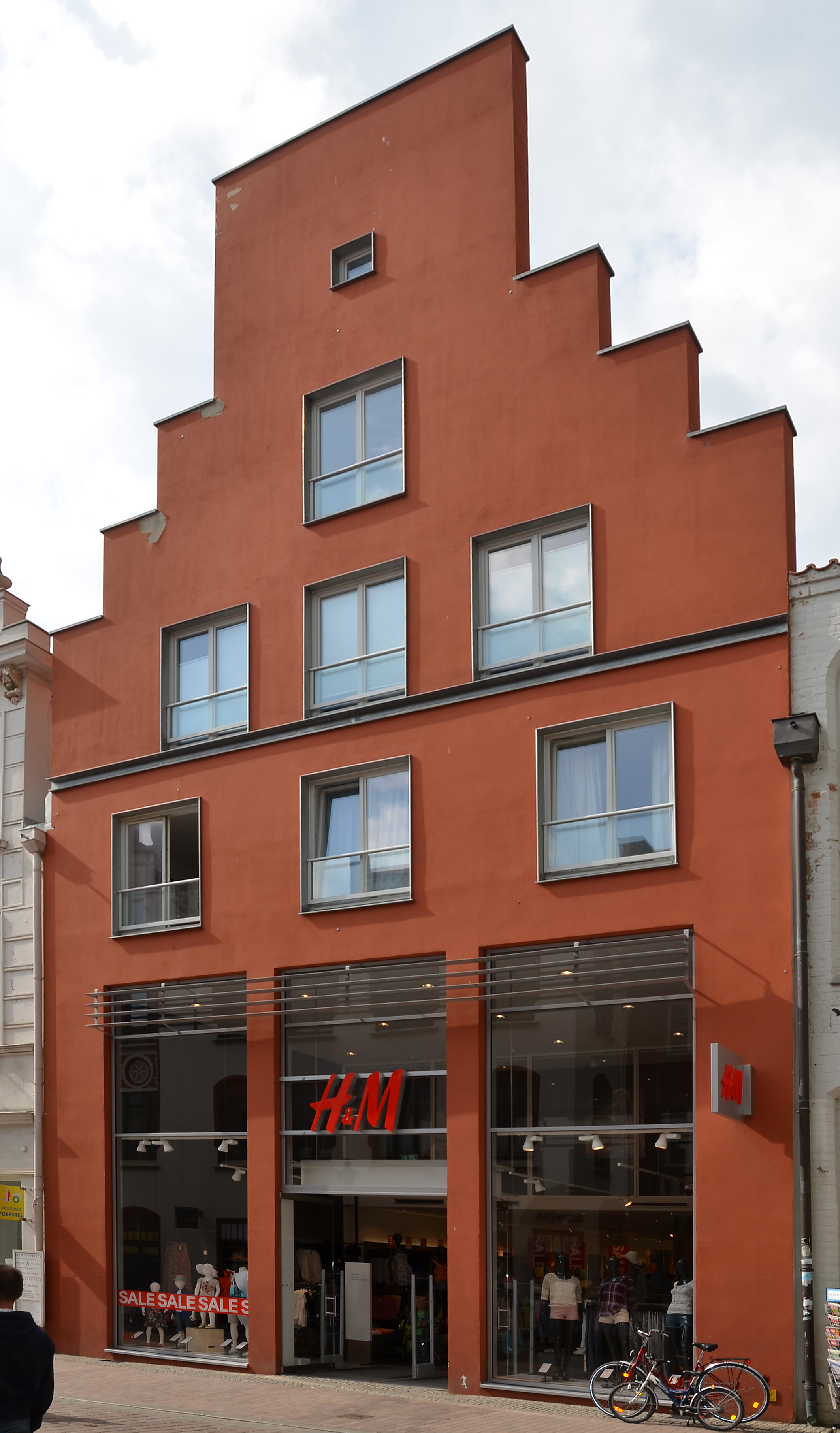
Nr. 23
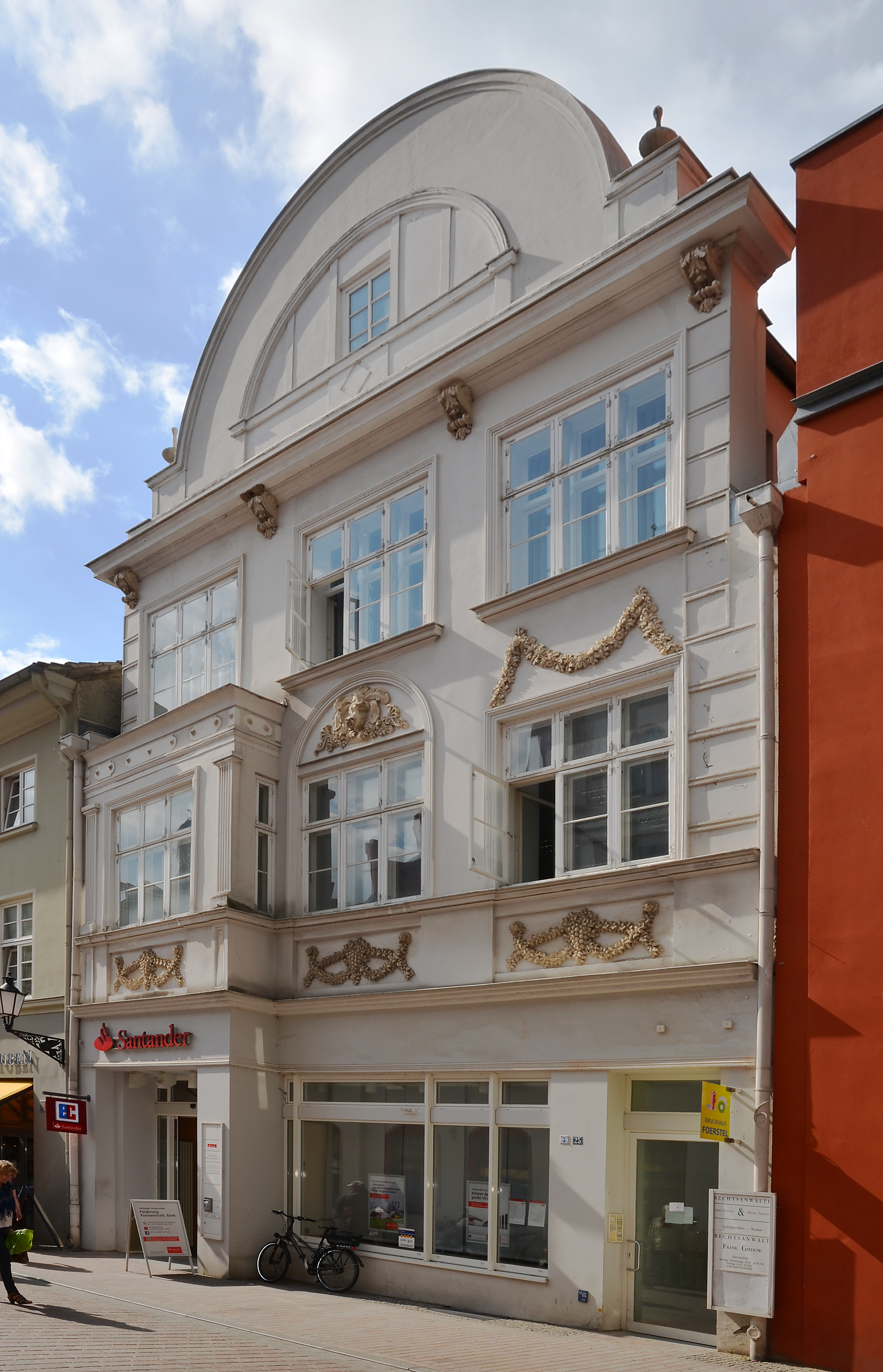
Nr. 25
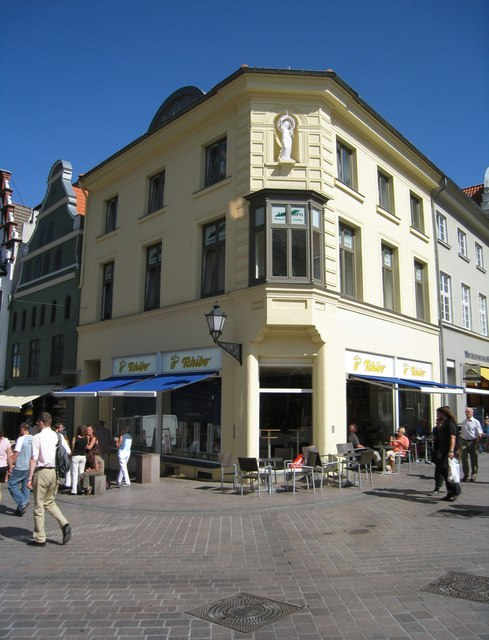
Nr. 27